# タンクモデル
タンクモデルとは、貯留関数型の物理モデル。ここで扱うタンクモデルは菅原正巳による手法であり、一般に長期流出に有効といわれているモデルである。近年この手法の特性を生かし、地下水の流況解析・水質解析にも利用されている。